# Listă de accidente în România
Aceeasta este o listă de accidente în România:

## Accidente miniere
- Anina, 1920 - cel mai mare accident înregistrat în istoria mineritului românesc - 215 victime.[1]
- Dezastrul de la Certej, 30 octombrie 1971 - 89 de oameni au murit în urma alunecării muntelui de steril.
- Vulcan, 7 august 2001 - cel mai grav accident de mină de după revoluție - 14 mineri au murit, iar alți 4 au fost răniți.
- Anina, 14 ianuarie 2006 - 7 mineri și-au pierdut viața în urma unei explozii din cauza acumulării de gaz.
- Mina Petrila, 15 noiembrie 2008 - 13 oameni (dintre care 9 mineri și 4 echipe de salvare) au murit în urma a două explozii[2]
- Mina Uricani, 5 februarie 2011 - cinci electricieni și-au pierdut viața în urma unei explozii care i-a surprins în subteran, la aproximativ 300 de metri adâncime.[3]
- Mina Vulcan, 21 martie 1986 - explozie soldată cu 17 morți[4]
- Dezastrul de la mina Lupeni, 27 aprilie 1922 - 82 de mineri și-au pierdut viața în urma exploziei.

## Accidente pe rețeaua rutieră
- Explozia de la Mihăilești, 2004
- Accidentul rutier de la Scânteia, 2009
- Accidentul rutier de la Sfântu Gheorghe, 2019
- Accidentul rutier de la Huțani, 1980

## Accidente pe rețeaua feroviară
- Catastrofa feroviară de la Ciurea, 1917
- Accidentul feroviar de la Prunișor, 1948 [5]
- Accidentul rutier de la Scânteia, 2009
- Vezi și: Acarul Păun, 1923

## Accidente navale
- Catastrofa navei Mogoșoaia
- Nava „Independența”
- Petrolierul Unirea

## Accidente aviatice
Vezi și en:TAROM#Incidents and accidents
- Dispariția, în anul 1974, a avionului IL 18, la Jeddah (Arabia Saudită). Au murit șase persoane.[6]
- 7 august 1980 - un avion Tupolev Tu-154B-1, înregistrat YR-TPH, în cursă spre Mauritania, a aterizat în mare, un singur pasager a murit de infarct.[7][8][9]
- Doborârea, la data de 28 decembrie 1989, a cursei charter București-Belgrad. Au decedat șapte oameni.[6]
- Zborul 371 al TAROM (Accidentul de la Balotești), 1995
- Accidentul aviatic din Munții Apuseni din 2014
- Accidentul aviatic de la Tuzla, Constanța din 2010

## Vezi și
- Lista dezastrelor din România după numărul de decese⁠(en)[traduceți]
- Listă de incidente petrecute în metroul din București